# Amauris reata
Amauris reata är en fjärilsart som beskrevs av Suffert 1904. Amauris reata ingår i släktet Amauris och familjen praktfjärilar. Inga underarter finns listade i Catalogue of Life.